# Lafuentea
Lafuentea es un género con tres especies de plantas de flores perteneciente a la familia Plantaginaceae, anteriormente incluido en la familia Scrophulariaceae. 

## Especies seleccionadas
- Lafuentea jeanpertiana Maire
- Lafuentea ovalifolia Batt. & Trab.
- Lafuentea rotundifolia Lag.

- Datos: Q5854410
- Multimedia: Lafuentea / Q5854410
- Especies: Lafuentea